# Countradanso
La countrodanso o countradansa è una danza occitana originaria della val Varaita, diffusasi anche nell'ambito del bal folk.
Viene danzata da due o tre coppie di ballerini che si dispongono a stella, gli uomini che portano la dama a destra tenendola con il braccio dietro la vita, si mettono con le spalle sinistre vicine, le donne appoggiano la mano sinistra dietro la schiena dei compagni (sulla scapola).

## Struttura
La danza è composta di due parti. Se è danzata da due coppie risulta molto simile alla gigo con in più la passeggiata.

### Prima parte
Passeggiata, detta  la meiro, prima in senso antiorario poi in senso orario.

### Seconda parte
Balà tra la coppia, seguito da balà con la contropartner  di sinistra. 
Poi giro di braccia, è un intreccio tra le coppie a due a due (catena inglese) che comincia dando il braccio destro dato al partner, si avanza e si gira per dare il sinistro al contropartner e via di seguito fino alla fine della parte musicale quando ci si riposiziona al punto di partenza.
Si ripete lo schema il numero di volte che i musicisti decidono di eseguirlo.

### Conclusione
La danza è chiusa da un balet delle tre coppie, la coppia centrale ha l'accortezza di invertire il posto in modo che il piccolo cerchio che si viene a formare veda l'alternanza uomo-donna.

## Discografia
- 1989 AA.VV. Muzique Ousitane 2—Soulestrelh
- 1998 Silvio Peron e Gabriele Ferrero Ballo delle valli occitane d'Italia—Robi Droli